# ウルク＝ハイ
ウルク＝ハイ（Uruk-hai）は、J・R・R・トールキンの小説『指輪物語』に出てくる架空の亜人間である。『終わらざりし物語』の解説によれば、ウルク＝ハイの英語化は、ウルク（Uruk）という。

## 概要
モルドールの言葉で、身体の大きなオークと言う意味がある。サウロンによって強化されたオークであり、日光への耐性を持ち、オークよりも大きく強靭な身体で、人間ほどの大きさを持っていた。サウロンがウルクをどのように作り出したかは定かではないが、忌むべき方法を用いたと言われている。妖術によって人とオークを掛け合わせ造ったとも言われている。
健部伸明編『幻獣大全』(新紀元社)によれば、製作ノートのインデックスに、ウルクとウルク＝ハイが分割されている（なお『終わらざりし物語』には、「ウルク」と「オーク人間」という記述がある）ことから、オークを品種改良した最高種が「ウルク」で、それと人間を交配させたものを「ウルク＝ハイ」としている。また、同書によれば、ブリー村でパイプ草を搾取し、フロドらが帰還した際にホビット庄を制圧していた、「人並みの背丈、ゴブリンのような顔、土色でいやな目つき」の、「シャーキー(老人の意。サルマンの呼称)の手下のごろつきども」（便宜上、「シャーキーズメン」とも呼称される）も、同様の手法で作られたと言われている。

## 映画
映画『ロード・オブ・ザ・リングシリーズ』では、サルマンの妖術によってオークと人間を掛け合わせて造り出した種族と説明される。
特に二作目『二つの塔』では産生の様子も描写されており、胎胞に包まれた状態でアイゼンガルドの地底の泥土から芋のように掘り起こされ、胎胞から出た時点で成体であり武器防具を与えられれば即座に兵士となる。これにより万単位の大軍を編成してヘルム峡谷に進軍した。

## ラーツ
映画『ロード・オブ・ザ・リングシリーズ』の一作目『旅の仲間』では映画オリジナルの登場人物として、首領格の「ラーツ（Lurtz）」が登場。サルマン直々に造り出した戦士でウルク＝ハイの中でも秀でた力を持つ。
軍を率いラウロスの丘で旅の仲間らを強襲、ピピンやメリーを助けようとしたボロミアを倒す。だがそこへ駆けつけたアラゴルンと対決し、腹部を刺されてもなお喰らいつこうとするほどの執念を見せるも敗れた。